# Alexander Olsson
Alexander Olsson, född 27 februari 1868 i Onsala socken, död 22 september 1952, var en svenskamerikansk journalist.
Alexander Olsson var son till sjömannen Adolf Magnus Olsson. Han arbetade efter genomgången folkskola som typograf och blev 1889 faktor vid tidningen Nordhalland i Kungsbacka. Samma år emigrerade han till USA och bosatte sig i San Francisco, där han 1890 blev faktor vid den svenska tidningen Vestkusten. 1890 blev han journalist i samma tidning och från 1896 var han dess ägare och redaktör. Olsson var 1894 initiativtagare till Swedish-American Patriotic League i Kalifornien. Han var förbundets ordförande 1906–1907 och från 1921 dess sekreterare. Han var medlem i Swedish-American Exposition Committee 1894 och sekreterare där 1913–1915 samt blev hedersordförande i Swedish Society i San Francisco 1939. Han verkade även flitigt inom flera andra svenskamerikanska sammanslutningar. Olsson utgav Kallprat (1895) och På turistfärd genom Amerika och Europa (1909).